# Вирлень
Вирлень, Вирлені (рум. Vârleni) — село у повіті Вилча в Румунії. Входить до складу комуни Стенешть.
Село розташоване на відстані 168 км на захід від Бухареста, 44 км на південний захід від Римніку-Вилчі, 54 км на північ від Крайови.

## Населення
За даними перепису населення 2002 року у селі проживали 378 осіб, усі — румуни. Рідною мовою 377 осіб (99,7%) назвали румунську.